# Rualena pasquinii
Rualena pasquinii är en spindelart som beskrevs av Brignoli 1974. Rualena pasquinii ingår i släktet Rualena och familjen trattspindlar. Inga underarter finns listade i Catalogue of Life.